# Fuentes de Jiloca
Fuentes de Jiloca (aragonesisch: Fuents de Xiloca) ist ein nordspanischer Ort und eine Gemeinde (municipio) mit 209 Einwohnern (Stand: 2024) im Westen der Provinz Saragossa und der Autonomen Region Aragonien. Der Ort gehört zur bevölkerungsarmen Serranía Celtibérica.

## Lage und Klima
Fuentes de Jiloca liegt etwa 100 Kilometer (Luftlinie) südwestlich von Saragossa in einer Höhe von 570 m. Das Klima ist gemäßigt bis warm; der eher spärliche Regen (ca. 448 mm/Jahr) fällt mit Ausnahme der eher trockenen Sommermonate übers Jahr verteilt.

## Bevölkerungsentwicklung
| Jahr      | 1970 | 1981 | 1991 | 2001 | 2011 | 2021 |
| Einwohner | 729  | 482  | 413  | 344  | 279  | 211  |

Die Mechanisierung der Landwirtschaft, die Aufgabe bäuerlicher Kleinbetriebe und der damit verbundene Verlust von Arbeitsplätzen führten seit der Mitte des 20. Jahrhunderts zu einem deutlichen Rückgang der Bevölkerung (Landflucht).

## Sehenswürdigkeiten

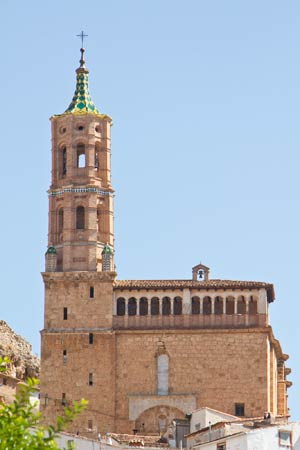
Himmelfahrtskirche
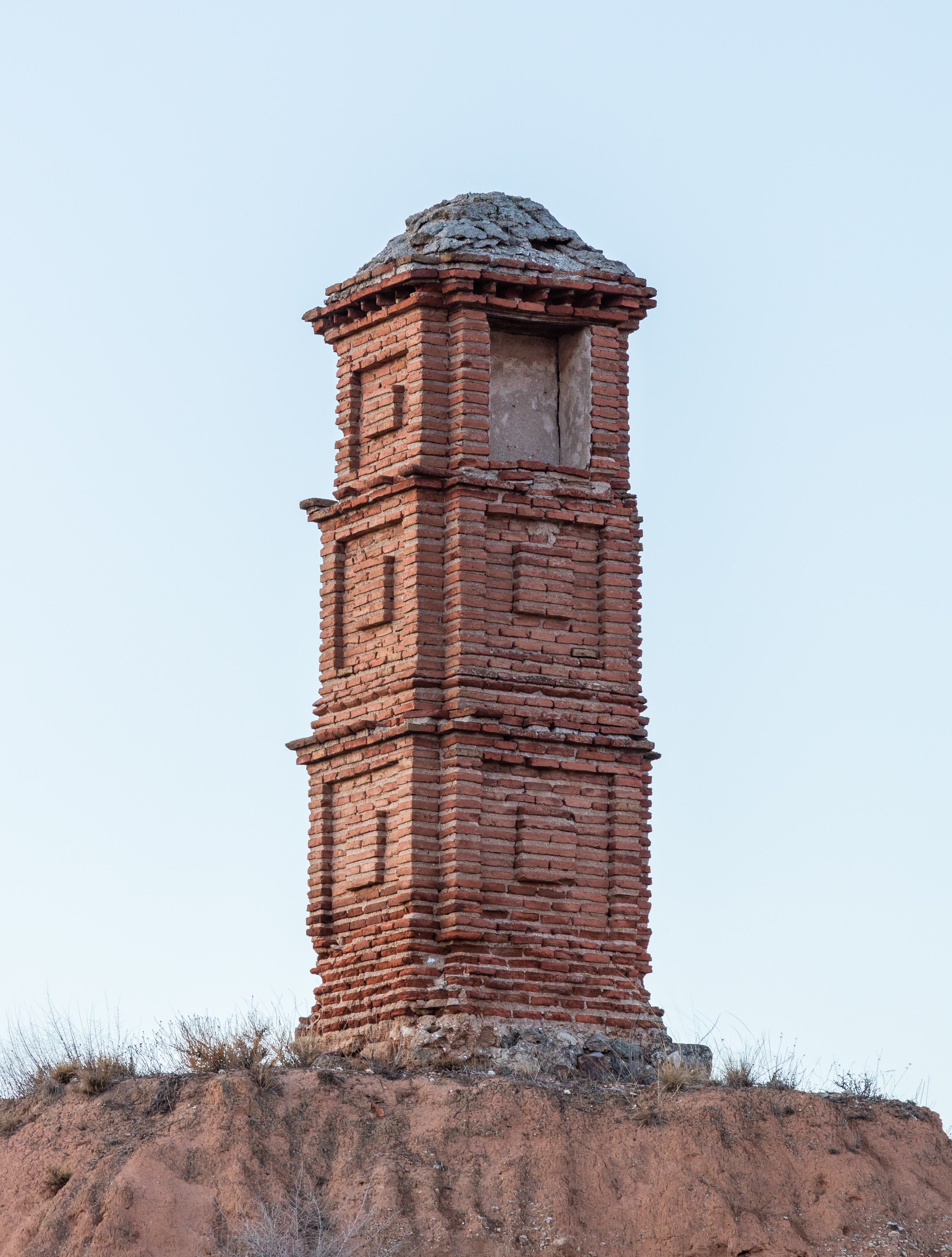
Peirón de San Vicente
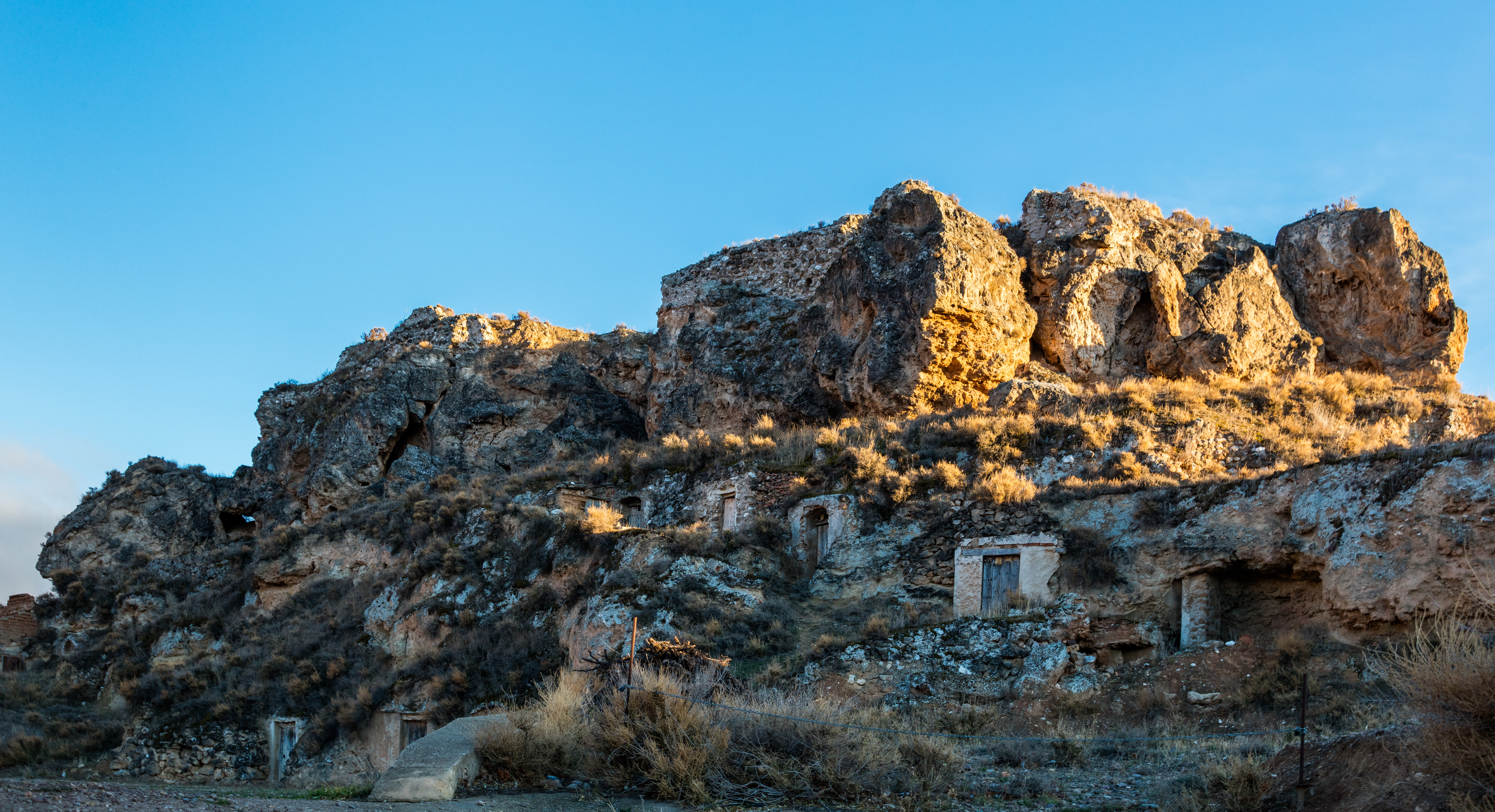
Burgruine

- Himmelfahrtskirche
- Peirón de San Vicente,
- Burgruine